# Septembre 2005 en Afrique

## Jeudi8 septembre
- Côte d'Ivoire : Kofi Annan, secrétaire général des Nations unies, a déclaré dans une interview à RFI qu’il ne comprenait pas « ces leaders ivoiriens, ces hommes qui estiment qu'ils sont capables de diriger un pays, qui cherchent à devenir président d'un pays qu'ils sont en train de détruire ». Constatant le blocage dans le processus de paix, il a menacé les protagonistes de sanctions. Il a également déclaré que les élections prévues le 30 octobre étaient compromises en raison des retards pris dans leur préparation.

## Samedi10 septembre
- Côte d'Ivoire : Guillaume Soro, leader des Forces nouvelles a appelé le président Laurent Gbagbo à quitter le pouvoir le 30 octobre même en cas de report de l’élection présidentielle.

## Dimanche11 septembre
- Côte d'Ivoire : Henri Konan Bédié, ancien président ivoirien et président du Parti démocratique de Côte d'Ivoire (PDCI), en exil en France depuis un an, est revenu en Côte d’Ivoire. Candidat pour la prochaine élection présidentielle initialement prévu le 30 octobre, il s’est déclaré opposé au maintien au pouvoir de l’actuel président Laurent Gbagbo en cas de report de l’élection.

## Dimanche18 septembre
- Gabon : le président Omar Bongo Ondimba a annoncé que le gouvernement prendrait en charge les frais de scolarité pour l’année 2005/2006 pour tous les élèves du secteur public.

## Lundi19 septembre
- Burundi : La rentrée scolaire en première année de primaire a été reportée après la décision de rendre l’inscription gratuite (au lieu des 1 500 francs burundais soit 1,2 euro par trimestre). On s’attend en effet à un doublement des effectifs.

- Liberia : le mandat de la Mission des Nations unies au Liberia (Minul) a été prolongé de six mois par le Conseil de sécurité des Nations unies, en augmentant les effectifs de casques bleus (15 250 hommes) pour la période du 15 novembre au 21 mars 2006.

- Tchad : Daniel Fransen, juge d’instruction à Bruxelles (Belgique), a lancé un mandat d’arrêt international contre l’ancien chef d’État tchadien Hissène Habré pour des violations graves des droits de l’Homme commises au Tchad pendant son mandat présidentiel entre 1982 et 1990.

## Mercredi21 septembre
- Côte d'Ivoire : Le chanteur ivoirien Alpha Blondy a été nommé Messager de la paix de l’Opération des Nations unies en Côte d'Ivoire (ONUCI).

## Jeudi22 septembre
- Mali, Sénégal : À l’occasion de la célébration du 45e anniversaire de l’indépendance du Mali à Sikasso, le président sénégalais Abdoulaye Wade, invité d’honneur du président malien Amadou Toumani Touré, a affirmé la volonté des deux chefs d’État à aboutir à l’unité des deux pays, 45 ans après l’éclatement de la Fédération du Mali en 1960. Il a rappelé que « L'unité Mali-Sénégal prend sa source très loin dans notre histoire, elle a été brisée par la colonisation » et que « les premiers chefs d'État (Modibo Keïta et Léopold Sédar Senghor) ont essayé de la reconstituer. Malheureusement la tentative n'a pas réussi. Ils n'ont pas tenu compte de tous les paramètres de la reconstruction. Mais nous qui sommes aujourd'hui avertis, qui connaissons tous les éléments de l'époque moderne, allons construire cette unité de façon solide et irréversible ».

- Mali : Décès du footballeur Samba Bass à Dakar.

## Lundi26 septembre
- Tchad : Le village de Madayoun (800 km à l'est de Ndjamena) a été victime d’une attaque par des hommes armés venant du Soudan qui s’est soldé par la mort de 75 personnes, dont 55 civils. Le président tchadien Idriss Déby a accusé les Djandjawids, miliciens soudanais d'ethnie arabe, d’être les auteurs de cette agression.

- Togo : Un rapport des Nations unies, établi à la suite d'une mission du Haut-Commissariat des Nations unies aux droits de l'homme au Togo en juin, affirme que les violences lors de l’élection présidentielle, dont la responsabilité principale revient au pouvoir, ont fait « entre 400 et 500 morts ».

## Mardi27 septembre
- Niger : Abdoulaye Harouna, rédacteur en chef de l’hebdomadaire Echos Express, a été condamné à quatre mois de prison ferme et à 20 000 francs CFA d'amende, ainsi qu’à 500 000 francs CFA de dommages-intérêts à verser au gouverneur de la ville d’Agadez, M. Yahya Yadanka. Celui-ci avait porté plainte contre le journaliste pour injures publiques après la publication d’une série d’articles par l’hebdomadaire accusant le gouverneur de corruption dans la distribution de l’aide alimentaire. Le journaliste a fait appel de ce jugement. Reporters sans frontières a protesté le 30 septembre contre cette condamnation affirmant notamment que « La prison ferme ne peut en aucun cas être une solution à un litige lié à la publication d'un article de presse ».

## Mercredi28 septembre
- Algérie : Référendum organisé par le président Abdelaziz Bouteflika en faveur de la « Charte pour la paix et la réconciliation », qui doit notamment mettre fin aux poursuites contre les membres des groupes armés qui ne sont pas directement impliqués dans des massacres collectifs et des attentats dans des places publiques, au cours des années 1990 qui ont fait environ 150 000 victimes. Selon les résultats officiels, le « oui » a recueilli 97,36 % des suffrages avec un taux de participation de 79,76 %. Le Front des forces socialistes (FFS) et le Rassemblement pour la culture et la démocratie (RCD), qui avaient appelé au boycott du scrutin, dénonce ces résultats officiels comme étant peu crédibles.

- Soudan : Le camp de déplacé d'Aro Sharow au Darfour a été victime d’une attaque menée par un groupe de 250 à 300 arabes armés et montés sur des chevaux et des dromadaires. cette attaque s’est soldé par la mort de 29 personnes. 10 autres ont été gravement blessées et le quart des habitations du camp, environ 80 abris, ont été détruits. António Guterres, Haut commissaire de l'Onu pour les réfugiés ([HCR) a appelé le gouvernement soudanais à « assurer la sécurité de tous ses citoyens ».

## Jeudi29 septembre
- Somaliland : Des élections législatives se sont tenues dans la république autoproclamée du Somaliland. Selon les résultats publiés le 15 octobre par la Commission nationale électorale, L’Union des démocrates (Udub, parti au pouvoir) obtient 33 sièges, le Kulmiye (solidarité) et le Parti pour la justice et le bien-être, deux partis d’opposition, obtiennent respectivement 28 et 21 sièges.

- Tchad : Le président Idriss Déby a, au cours d’une interview à Radio France internationale, a condamné la prolifération des « madrassas » dans son pays. Les madrassas sont des écoles coraniques et dans certaines d’entre elles, les enfants y sont maltraités, enchaînés et battus. Le président tchadien a déclaré que « Nous prendrons toutes nos responsabilités pour arrêter cette barbarie qui est dans notre siècle ».

## Vendredi30 septembre
- Côte d'Ivoire : La Communauté économique des États de l'Afrique de l'Ouest (Cedeao) organise à Abuja (Nigeria) un sommet consacré à la crise en Côte d’Ivoire à la suite du report de l’élection présidentielle prévue initialement pour le 30 octobre. Ce sommet doit faire des propositions concrètes qui seront transmises à l’Union africaine.

- République du Congo : Les deux coalitions des partis de l’opposition, la Coordination de l'opposition pour une alternance démocratique (Code A) et la Convention de la démocratie et le salut (Codesa), ont annoncé qu’elles boycottaient les élections présidentielles prévues dimanche 2 octobre. Estimant que la Commission nationale d'organisation des élections (Conel), constituée par des membres nommés par décret présidentiel, ne peut garantir un « scrutin libre et transparent », l’opposition a décidé de ne pas présenter de candidats pour ne pas servir d’« alibi démocratique » au président Denis Sassou-Nguesso.

- Soudan : L’Union africaine, par la voix de son porte-parole Noureddine Mezni, a lancé un « appel pressant à toutes les parties sans distinction pour qu'elles arrêtent toutes les hostilités », aggravant la situation humanitaire et nuisant aux négociations engagées à Abuja (Nigeria).